# Antonio Bishallany
 (août 2013).
Antonio Bishallany, né le 22 août 1827 à Salima au Liban et mort en 1856 aux États-Unis, est généralement considéré comme le premier immigrant du Moyen-Orient aux États-Unis. Maronite chrétien venant de la région du Mont-Liban, il immigre en 1854 et travaille deux ans à New York comme domestique avant de mourir de tuberculose en 1856. Sa tombe est encore visible au cimetière de Green-Wood, gravée d'un turban, d'un lion, d'un serpent et d'un agneau.